# Igeltjärnen (Eda socken, Värmland, nordost om Djupfors)
Igeltjärnen är en sjö i Eda kommun i Värmland och ingår i Göta älvs huvudavrinningsområde.